# 국부 삼진 패턴
국부 삼진 패턴(Local Ternary Pattern, LTP)은 중심점과 주변점 사이 밝기의 대소를 이용해 삼진법 패턴을 만들어서 특징 추출에 활용하는 것이다. 국부 이진 패턴과 달리 비교할 두 점의 밝기가 비슷한 경우를 추가하여 삼진법으로 분석한다.

## 같이 보기
- 국부 이진 패턴
- 센서스 변환